# Торитто
Торитто (итал. Toritto) — коммуна в Италии, располагается в регионе Апулия, в провинции Бари.
Население составляет 8815 человек (2008 г.), плотность населения составляет 120 чел./км². Занимает площадь 74 км². Почтовый индекс — 70020. Телефонный код — 080.
Покровителями коммуны почитаются Пресвятая Богородица (Madonna delle Grazie) и San Rocco, празднование в первое воскресение сентября.

## Демография
Динамика населения:

## Администрация коммуны
- Официальный сайт: http://www.comune.toritto.ba.it/